# Гжегожув (Стшелінський повіт)
Гжегожув (пол. Grzegorzów) — село в Польщі, у гміні Кондратовиці Стшелінського повіту Нижньосілезького воєводства.
Населення — 168 осіб (2011).
У 1975-1998 роках село належало до Вроцлавського воєводства.

## Демографія
Демографічна структура станом на 31 березня 2011 року:
|          | Загалом | Допрацездатний вік | Працездатний вік | Постпрацездатний вік |
| -------- | ------- | ------------------ | ---------------- | -------------------- |
| Чоловіки | 98      | 23                 | 65               | 10                   |
| Жінки    | 70      | 4                  | 43               | 23                   |
| Разом    | 168     | 27                 | 108              | 33                   |